# Придонецкое
Придоне́цкое (укр. Придонецьке), село,
Заводский сельский совет,
Изюмский район,
Харьковская область.
Код КОАТУУ — 6322883007. Население по переписи 2001 года составляет 11 (7/4 м/ж) человек.

## Географическое положение
Село Придонецкое находится в 3-х км от реки Северский Донец (левый берег), село окружено большим лесным массивом (сосна, береза).
В селе и вокруг него несколько небольших озёр.

## История
- 1929 — дата основания.

## Экономика
- Придонецкое лесничество.
- «ПРИДОНЕЦКОЕ», гос. охотничье хоз-во. Охота и рыболовство.
- «ПРИДОНЕЦКОЕ», ЧСП.
- Вокруг села несколько газовых скважин и газопроводов.

## Достопримечательности
- Братская могила советских воинов. Похоронено 150 воинов.